# Yasuaki Uwabe
Yasuaki Uwabe (japanisch: 上部康明, Uwabe Yasuaki; geb. 1964 in Shimonoseki, Präfektur Yamaguchi; gest. 29. März 2012 in Hiroshima) war ein japanischer Architekt und Attentäter. 

## Biografie
Uwabe war der Sohn von Masakazu und Keiko Uwabe, die beide Lehrer waren. Er erzielte hervorragende Noten in der Schule bis zum Ende der Oberschule, wo er beim ersten Versuch die Aufnahmeprüfung für die Universität nicht bestand, es jedoch im zweiten Anlauf schaffte. Im Jahr 1989 schloss er sein Studium an der Fakultät für Ingenieurwissenschaften an der renommierten Kyushu-Universität mit einem Abschluss in Architektur ab. Nach seinem Abschluss arbeitete er in einem Architekturbüro in Fukuoka, bis er 1991 seine Zertifizierung als erstklassiger Architekt erhielt. Danach wechselte er zu einem anderen Architekturbüro, gab die Arbeit jedoch bald wegen sozialer Phobien auf.
Uwabe heiratete 1993 und eröffnete sein eigenes Architekturbüro, verließ es jedoch 1997 aufgrund seiner sozialen Phobien. Als ihm das Geld ausging, erhielt er einen Kredit, um einen Kleintransporter zu kaufen, und begann in der Zustellbranche zu arbeiten, einer Tätigkeit, die keine zwischenmenschlichen Beziehungen erforderte. Gleichzeitig begann er, sich zunehmend zu isolieren, und ließ sich im Juni 1999 scheiden. Seine Zustellfirma war erfolgreich, bis im September desselben Jahres sein Lastwagen durch den Taifun Bart in einer Flut verloren ging und sein Kredit zurückgefordert wurde. Er bat seine Eltern, den Kredit zu bezahlen, aber sie lehnten ab.

## Angriff
Am 29. September 1999, gegen 16:25 Uhr, fuhr Uwabe, der immer noch in der Transportbranche arbeitete, mit einem gemieteten Auto in den Osteingang des Bahnhofs Shimonoseki und fuhr mindestens sieben Menschen an, von denen zwei am Tatort starben. Als das Auto stecken blieb, stieg er aus dem Fahrzeug aus und schwang ein Küchenmesser. Er stach weiter auf sieben weitere Menschen auf der Treppe und dem Bahnsteig im zweiten Stock ein. Schließlich wurde er von einem Bahnhofsmitarbeiter und einem Beamten der Bahnpolizei überwältigt und am Tatort verhaftet.
Nach seiner Verhaftung sagte Uwabe, dass „egal, was er tat, es nie gut lief, was ihn gegenüber der Gesellschaft verbittert machte“. Er erklärte auch, dass er sich entschieden habe, ein Auto zu benutzen, um „mehr Menschen zu töten“. Rückblickend auf sein frühes Leben beschrieb er, wie es nach seinem Abschluss als erstklassiger Architekt an einer nationalen Universität Japans schwer für ihn war, sein eigenes Designbüro zu eröffnen, und begann, seine Eltern und die Gesellschaft für seine Frustrationen verantwortlich zu machen. Berichten zufolge bat er seinen Vater am Morgen des 29. September, ihm einen neuen Lastwagen für sein Geschäft zu kaufen, wurde jedoch abgelehnt. Er gab an, dass er auch von einem anderen Verbrechen in Japan drei Wochen zuvor motiviert wurde, als ein 23-jähriger Mann in Ikebukuro, Tokio, zwei Menschen erstach und sechs weitere verletzte.

## Verfahren
Uwabe wurde einer psychiatrischen Untersuchung unterzogen, die zu dem Schluss kam, dass er an einer paranoiden Persönlichkeitsstörung litt. Sein Verteidiger argumentierte, dass er glaubte, von der Gesellschaft unfair verfolgt zu werden. Die Anklage behauptete jedoch, er sei bei einer zweiten psychiatrischen Untersuchung bei klarem Verstand und vollständig verantwortlich für seine Verbrechen. Im September 2002 wurde er vom Bezirksgericht Yamaguchi in allen Anklagepunkten für schuldig befunden und zum Tode verurteilt. Er legte Berufung gegen das Urteil beim Hochgericht Hiroshima, dem höchsten Gericht der Region Chūgoku, ein, aber Richter Toshikazu Obuchi bestätigte das Urteil in einem Urteil im Juni 2005. Uwabe legte beim Obersten Gerichtshof Berufung ein, aber ein Ausschuss unter der Leitung von Isao Imai bestätigte das ursprüngliche Todesurteil und das Urteil des Obersten Gerichtshofs im Juli 2008. Justizminister Toshio Ogawa unterzeichnete am 27. März 2012 das Vollstreckungsbefehl für Uwabe, und er wurde zwei Tage später im Hiroshima-Gefängnis durch Erhängen hingerichtet. Er war einer von mehreren Gefangenen in Japans Todeszellen, die am 29. März 2012 hingerichtet wurden.

## Folgen
Uwabes Angriff führte zu Kontroversen über das Unterstützungssystem für Opfer von Verbrechen in Japan. Überlebende und Familienangehörige der durch das Auto überfahrenen Personen hatten Anspruch auf eine Kfz-Versicherungszahlung von der Versicherung des gemieteten Autos, während diejenigen des Messerangriffs dies nicht konnten und nur Zahlungen aus dem staatlichen Opferentschädigungssystem erhalten konnten, was als unzureichend angesehen wurde. Im Jahr 2001 verabschiedete die japanische Regierung Reformen, um den Umfang und die Höhe der Entschädigungszahlungen für Opfer von Verbrechen zu verbessern.
Das Osttor des Bahnhofs Shimonoseki wurde durch Uwabes Angriff beschädigt und bald repariert, wurde jedoch später am 7. Januar 2006 durch den Shimonoseki Station Brandanschlag (ja:下関駅放火事件) zerstört und seither erheblich umgebaut.